# Krasna (obwód iwanofrankiwski)
 Krasna (ukr. Красна) – wieś na Ukrainie, w obwodzie iwanofrankiwskim, w rejonie nadwórniańskim.